# Estación de Alcira
Alcira (en valenciano y según Adif: Alzira) es una estación ferroviaria situada en el municipio español de Alcira en la provincia de Valencia, Comunidad Valenciana.
Forma parte de la línea C-2 de cercanías Valencia operada por Renfe. Dispone también de servicios de media distancia.

## Situación ferroviaria
La estación se encuentra en el punto kilométrico 77 de la línea férrea de ancho ibérico que une Madrid con Valencia a 21,12 metros de altitud. El tramo es de vía doble y está electrificado.

## Historia
La estación fue inaugurada el 1 de mayo de 1853 con la apertura del tramo Alcira-Benifayó de la línea que pretendía unir Valencia con Játiva. Las obras corrieron a cargo de la Compañía del Ferrocarril de Játiva a El Grao de Valencia. Posteriormente dicha compañía pasó a llamarse primero «Compañía del Ferrocarril de El Grao de Valencia a Almansa» y luego «Sociedad de los Ferrocarriles de Almansa a Játiva y a El Grao de Valencia», hasta que finalmente, en 1862, adoptó el que ya sería su nombre definitivo y por ende el más conocido: el de la Sociedad de los Ferrocarriles de Almansa a Valencia y Tarragona o AVT tras lograr la concesión de la línea que iba de Valencia a Tarragona. En 1941, tras la nacionalización del ferrocarril en España la estación pasó a ser gestionada por la recién creada RENFE.
Desde el 31 de diciembre de 2004 Renfe Operadora explota la línea mientras que Adif es la titular de las instalaciones ferroviarias.

## Servicios ferroviarios

### Media Distancia
Efectúan parada en Alcira algunas relaciones que cubren el trayecto Valencia-Alcoy.
| Línea MD | Trenes   | Origen/Destino |  | Destino/Origen |
| -------- | -------- | -------------- |  | -------------- |
| 47       | Regional | Valencia       |  | Alcoy          |

### Cercanías
El grueso del tráfico ferroviario de la estación procede de los trenes de cercanías de la línea C-2.
| procedencia/destino | < estación | Línea | estación > | destino/procedencia |
| ------------------- | ---------- | ----- | ---------- | ------------------- |
| Valencia-Norte      | Algemesí   |       | Carcagente | Mogente             |